# Medo de Amar (curta-metragem)
Medo de Amar é um curta-metragem brasileiro lançado em 2024, dirigido por Danilo André Gregory. A obra, produzida pelo grupo Novos Loucos Poetas, explora temas de violência doméstica e relacionamentos abusivos, sendo uma das principais produções do grupo com financiamento da Lei Paulo Gustavo.

## Sinopse
Ana (Carolina Almeida) está presa em um relacionamento abusivo com Fernando (João Paulo Tamasia), um homem cuja manipulação e controle a consomem cada vez mais. Enquanto enfrenta silenciosamente o peso da violência emocional, seus amigos mais próximos, Luiza (Susana Laís Brondani) e Rafael (Paulo Henrique Cadoná), e sua mãe, Vilma (Neli de Fátima da Silva), formam uma rede de apoio essencial, tentando ajudá-la a romper com o medo que a mantém acorrentada. Em meio à escuridão, o filme celebra o amor e o cuidado dessas relações, trazendo um contraste poético e tocante à luta de Ana.
O curta explora a tensão e o drama de viver em uma relação abusiva, ao mesmo tempo que adota um tom romântico e esperançoso, evidenciando o papel do amor, da amizade e do apoio como elementos importantes na resistência e busca pela liberdade. A narrativa é complementada por músicas que variam entre a suavidade e a intensidade, como "Alguém", interpretada por Evelyn Karoline Guth e Jean Lucas, e a música tema "Medo de Amar", executada pela banda Rock Farrapo (Bibiane Trevisol, Rauter Ruben da Silva, Simão Milani Addôr), que acompanha a trama com um tom visceral.

## Elenco
| Intérprete              | Personagem    |
| ----------------------- | ------------- |
| Carolina Almeida        | Ana           |
| João Paulo Tamasia      | Luís Fernando |
| Paulo Henrique Cadoná   | Rafael        |
| Susana Laís Brondani    | Luiza         |
| Neli de Fátima da Silva | Vilma         |
| Nícke Alya              | Luma          |
| Evelyn Karoline Guth    | ela mesma     |
| Jean Lucas              | ele mesmo     |
| Bibiane Trevisol        | ela mesma     |
| Simão Milani Addôr      | ele mesmo     |
| Rauter Ruben da Silva   | ele mesmo     |

## Produção
"Medo de Amar" começou a ser idealizado em agosto de 2023 pelo diretor Danilo André Gregory. Em outubro de 2023, o grupo Novos Loucos Poetas inscreveu o projeto no edital da Lei Paulo Gustavo, lançado em Frederico Westphalen. Inicialmente, o filme foi proposto como um documentário, mas, após uma reunião entre o diretor e o grupo teatral, a decisão foi de transformá-lo em um curta-metragem. O projeto ficou em primeiro lugar no edital, alcançando a pontuação máxima de 270 pontos.
O desenvolvimento do enredo começou em fevereiro de 2024, com as discussões sobre o tema de relacionamentos abusivos e violência contra a mulher. O roteiro foi escrito por Danilo André Gregory, inspirado pelos altos índices de violência contra a mulher no estado do Rio Grande do Sul e em Frederico Westphalen, conforme estatísticas de 2023.
As filmagens começaram em maio de 2024, com cenas rodadas por toda a cidade de Frederico Westphalen. Cerca de 80 pessoas e profissionais estiveram envolvidos na produção, que culminou com a estreia do curta-metragem no Cine Globo Cinemas, em 25 de agosto de 2024. A data foi escolhida por ser o "Agosto Lilás", mês de conscientização pelo fim da violência contra a mulher, e também por coincidir com o aniversário de 12 anos do grupo Novos Loucos Poetas.
Além da estreia, o filme foi exibido em sessões especiais em bairros da cidade, com o apoio do Cine SESC, utilizando um telão itinerante. Essas exibições foram focadas nas regiões com maiores índices de violência, buscando levar a mensagem do filme para o público mais afetado.

## Trilha Sonora
A trilha sonora de Medo de Amar é original, assinada por Jota Soares. O filme conta com duas músicas principais. A música tema, também intitulada "Medo de Amar", é interpretada pela banda gaúcha Rock Farrapo e reflete a perspectiva do antagonista, um personagem controlador e ciumento, que teme experimentar um amor verdadeiro e saudável. O rock visceral da banda complementa essa visão sombria e emocional.
Outra faixa importante é "Alguém", uma canção melancólica e poética que fala sobre a importância de ter alguém para compartilhar a vida, tanto nos momentos bons quanto nos ruins. A música é interpretada pelos cantores Evelyn Karoline Guth e Jean Lucas (da dupla Jean Lucas & Anderson), e traz uma mensagem de que todos merecem ter alguém especial em suas vidas.